# Church of the Covenant (Boston)
Die Church of the Covenant (auch Central Congregational Church) ist ein historisches Kirchengebäude im Bostoner Stadtteil Back Bay im Bundesstaat Massachusetts der Vereinigten Staaten. Das Bauwerk wurde im Stil des Gothic Revival von Richard M. Upjohn, Sohn von Richard Upjohn, entworfen und 1867 fertiggestellt. Im Oktober 2012 wurde das Gebäude als National Historic Landmark unter der Bezeichnung Central Congregational Church in das National Register of Historic Places eingetragen.

## Architektur

### Außenbereiche
Die im Gothic-Revival-Stil errichtete gewestete Basilika hat einen kreuzförmigen Grundriss mit Abmessungen von 46,3 m × 31,7 m, wobei die Joche mittels Strebewerk optisch voneinander getrennt sind. Der quadratische, vierstöckige Kirchturm an der Südostecke des Gebäudes erreicht eine Höhe von knapp 72 Metern, und sowohl das Mittelschiff als auch die Querschiffe verfügen über ein Giebeldach. Die Kirche steht auf einem Rahmenfundament aus dem örtlichen Gesteinskonglomerat roxbury puddingstone, das das Hauptfundament einfasst. Dieses besteht aus Ziegelsteinkonstruktionen, die auf ca. 1200 Holzpfählen ruhen, die gut 9 m tief in den Boden getrieben wurden.
Die Außenwände des Kirchengebäudes bestehen aus roxbury puddingstone sowie Sandsteinsorten aus New Jersey (rot-braun) und Cleveland (rot bzw. cremefarben), was dem Gebäude ein polychromes Aussehen verleiht. In seinem Originalzustand ohne Witterungseinflüsse erzielte das Bauwerk einen Mosaikeffekt aus Variationen von Grau, Braun, Creme und Rot-Braun. Die Obergaden und Dächer der Querschiffe sind mit violettgrauen und grauen Schieferplatten verkleidet, die abwechselnd eine Rechteck- bzw. Fischschuppendeckung bilden. Die Dächer der Seitenschiffe sind auf der Südseite mit mehrfarbigen sowie auf der Nordseite mit einfarbig grauen Schieferplatten gedeckt.
Der dreitürige Haupteingang, zu dem vier Steinstufen hinaufführen, befindet sich an der Ostseite der Kirche und ist mittig angeordnet; er wird von Streben flankiert, die in Fialen oberhalb des Giebels enden. Der Boden des Portals besteht aus Enkaustik-Fliesen in den Farben Rot, Schwarz und Creme. Säulen Toskanischer Ordnung mit floral verzierten Kapitellen tragen Dreipass-Bögen mit Damaszierungen aus blindem Maßwerk. Das Gesims und die Fialen sind hier – wie am restlichen Gebäude auch – reich mit Krabben und Dachschmuck verziert. Über dem Eingangsportal befindet sich eine Fensterrose, und das Dach des Eingangsbereichs ist über den ursprünglichen Steinschindeln mit Kupferplatten verkleidet.

### Innenbereiche

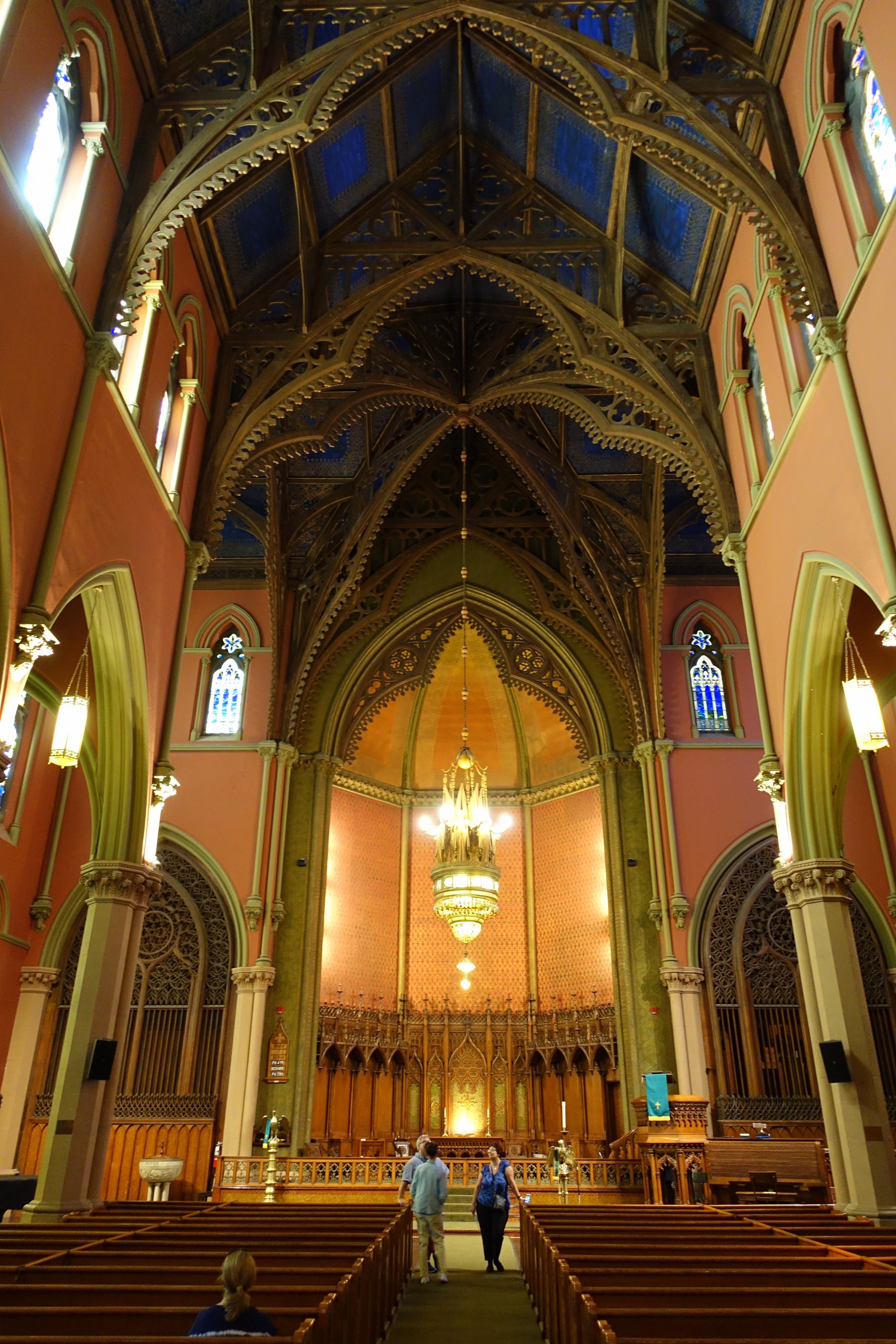
Innenraum

Der Innenraum der Kirche umfasst eine Grundfläche von rund 24,4 m × 37,2 m und ragt am höchsten Punkt 24,4 m auf. Gemäß dem in der calvinistischen Tradition sehr ernst genommenen Bilderverbot gibt es außer in den Fenstern keine bildlichen Darstellungen. Die Decke ist blau gestrichen und weist goldene Schmuckelemente und Verzierungen auf. Auf der Höhe des Obergadens überspannen mit Maßwerk verzierte Fachwerke das Kirchenschiff. Die Dächer der Seitenschiffe werden von Säulenreihen getragen, deren Kapitelle mit Krabben verziert sind. Perlstäbe erstrecken sich von den Seitenschiffen bis zum Obergaden und verlaufen vertikal zwischen den Zwickeln der Arkaden.
Die Decke der Vierung ist gewölbt und mit eingeschnittenen Rippen geschmückt. Vom höchsten Punkt hängt ein großer Tiffany-Kronleuchter herab, der über 3,5 m lang ist und fast 2 m Durchmesser aufweist. Die mit Tessera-Mosaiken eingefasste Altarplattform wird über vier Stufen erreicht und ragt rund 6 m in die Vierung hinein. Das aus blinden Arkaden bestehende, reich verzierte Altarretabel weist im unteren Bereich der Apsis Sedilien auf und verfügt auf den drei zentralen Tafeln über grüne, goldfarbene und rote Mosaike.
Die Wände der Apsis sind mit dunkelroter Grundfarbe und goldenen Linien so bemalt, dass die Optik von Brokat imitiert wird. Sie sind einzeln durch grüne Perlstäbe mit goldenen Verzierungen eingerahmt. An der Südseite der Apsis befinden sich zwei mit Tudorbögen versehene Alkoven, in denen Teller für die Kollekte stehen. Im nördlichen Bereich des Querschiffs wird der Altarbereich durch den Chor flankiert, an der Westseite befindet sich die Orgel.
Das Kirchengebäude entspricht heute bis auf einige geringfügige Veränderungen seinem Zustand nach Abschluss der Neugestaltung im Jahr 1896.

## Geschichte
Mit ihrer 1864 getroffenen Entscheidung, ihr neues Kirchengebäude an der Ecke Berkeley/Newbury Street zu errichten, schloss sich die Central Congregational Church anderen Kirchengemeinden an, die als Vorreiter zu den ersten gehörten, die auf dem durch Landgewinnungsmaßnahmen neu erschlossenen Grund der Back Bay Gebäude errichteten. Die Kirche hatte sich 1835 gegründet, nachdem zwölf der ursprünglich dreizehn kongregationalen Kirchen zum Unitarismus gewechselt waren. Ihre Mitglieder trafen sich zunächst im ehemaligen Federal Street Theatre und ab 1840 in einem neu errichteten, neoklassischen Kirchengebäude in der Nähe des Boston Common.
An diesem Standort wurde die Kirche gut besucht, verlor jedoch Mitte der 1860er Jahre zunehmend Mitglieder, da im Zuge der positiven wirtschaftlichen Entwicklungen Wohnhäuser der Umgebung durch Geschäftsgebäude ersetzt wurden. Die im Stadtzentrum angesiedelten Kirchen folgten daher ihren Mitgliedern in andere Stadtteile wie Back Bay. 1864 verkaufte die Kirche ihr bisheriges Gebäude und zog an ihren neuen Standort, wo sie sich zu den bereits fertigen Kirchengebäuden Arlington Street Church und Emmanuel Episcopal Church gesellte. In den folgenden zehn Jahren kamen noch die First Church in Boston, Brattle Square Church, Old South Church und die Trinity Church hinzu. Aufgrund der prominenten Nachbarschaft – gegenüber war kurz zuvor das New England Museum of Natural History (heute Museum of Science) errichtet worden, dessen Nachbargrundstück dem Massachusetts Institute of Technology gehörte – beschloss die Kirche, dass das neue Gebäude seiner Umgebung „angemessen“ gestaltet werden sollte.
Sie beauftragte das Unternehmen von Richard Upjohn mit der Planung und Errichtung des Kirchengebäudes, nachdem sich einige Mitglieder des Kirchenrates in New York City bereits bestehende Gebäude von Upjohn angesehen hatten.

### Die Familie Upjohn
Der 1802 in England geborene Immigrant Richard Upjohn ist heute vor allem dafür bekannt, dass er durch seine Bauwerke den Stil des Gothic Revival in den Vereinigten Staaten populär machte. Er entwarf dutzende gotische Kirchengebäude an der Ostküste wie die New Yorker Trinity Church und veröffentlichte seine Ideen in einem eigenen Buch. Das TIME Magazine schrieb 1935 über Upjohn, dass sein Unternehmen so viele Kirchengebäude von New York City bis Buffalo errichtet habe, dass, sollten sie simultan angezündet werden, an keinem Punkt zwischen den beiden Städten der Rauch nicht zu sehen wäre.
Richard Michell Upjohn (1821–1903), Sohn des Firmengründers, wurde 1851 dessen Partner im Unternehmen und übernahm zunehmend die Verantwortung für die geschäftlichen Aktivitäten, sodass sich sein Vater gegen Ende der 1850er Jahre auf seine Position als Präsident des American Institute of Architects konzentrieren konnte, das er 1857 mitgegründet hatte. Trotz der starken Einflüsse seines Vaters entwickelte Richard M. Upjohn eine eigene architektonische Handschrift und errichtete Gebäude auch in anderen Stilen. Zu seinen eigenen Gebäuden zählen unter anderem die St. Paul′s Episcopal Church, die Trinity School und die Mechanics Bank in Manhattan, das Eingangstor zum Green-Wood Cemetery in Brooklyn sowie das Connecticut State Capitol in Hartford. Die beiden letztgenannten Bauwerke sind jeweils als National Historic Landmark eingestuft.

### Errichtung der Central Congregational Church
Richard M. Upjohn bestand darauf, dass das neue Kirchengebäude so hoch aufragen solle, dass es von keinem Wohnhaus übertroffen werden könne; entsprechend war die Church of the Covenant mit ihrem 236 ft (71,9 m) hohen Kirchturm bei ihrer Einweihung das höchste Bauwerk in Boston und löste die Park Street Church als bisherigen Spitzenreiter ab. Erst 1915, also fast ein halbes Jahrhundert später, wurde mit dem Custom House Tower ein noch höheres Gebäude errichtet. Oliver Wendell Holmes, Sr. notierte in seinem 1892 erschienenen Buch One Hundred Days in Europe: „We have one steeple in Boston that to my eyes seems absolutely perfect – that of the Central Church on the corner of Newbury and Berkeley Streets.“ (deutsch: „Wir haben in Boston einen Kirchturm, der in meinen Augen absolut perfekt ist – der Turm der Central Church an der Ecke Newbury und Berkely Street.“)
Sowohl das äußere Erscheinungsbild als auch die Inneneinrichtung der Kirche riefen bei ihrer Einweihung Begeisterung hervor, insbesondere aufgrund der Architektur und der verwendeten Materialien. 1879 wurden verschiedene Anpassungen durchgeführt, um die Akustik zu verbessern und dem Stil der Predigten von Joseph T. Duryea besser zu entsprechen. Dazu zählten die Installation einer neuen Kirchenorgel von Hook & Hastings sowie einer neuen, beweglichen Kanzel und die Neuanordnung der Kirchenbänke, sodass diese die neue Kanzel umringten und zu ihr gewandt waren. Andere Geistliche, die die Kirche besuchten, bezeichneten diese Anordnung abschätzig als „Karussell“.
Nachdem Duryea die Gemeinde 1888 verlassen hatte, verfügte sie fünf Jahre lang über keinen eigenen Pastor mehr, weshalb Überlegungen zur Fusion mit der Mt. Vernon Church angestellt wurden. Aufgrund der hohen Kirchendichte im Stadtteil Back Bay gab es einen starken Wettbewerb unter den Gotteshäusern, der im Wesentlichen über die Attraktivität der Kirchengebäude – und hier insbesondere des Chorraums – geführt wurde. Die Inneneinrichtung der Central Congregational Church galt Anfang der 1890er Jahre als veraltet und als eine der Ursachen für den Mitgliederschwund. 1893 konnte mit Edward Lord Clark schließlich ein neuer Pastor verpflichtet werden, der ein direkter Nachfahre der Passagiere der Mayflower war und für seine neue Aufgabe aus New York City nach Neuengland zurückkehrte.

### Bauliche Veränderungen im 19. Jahrhundert

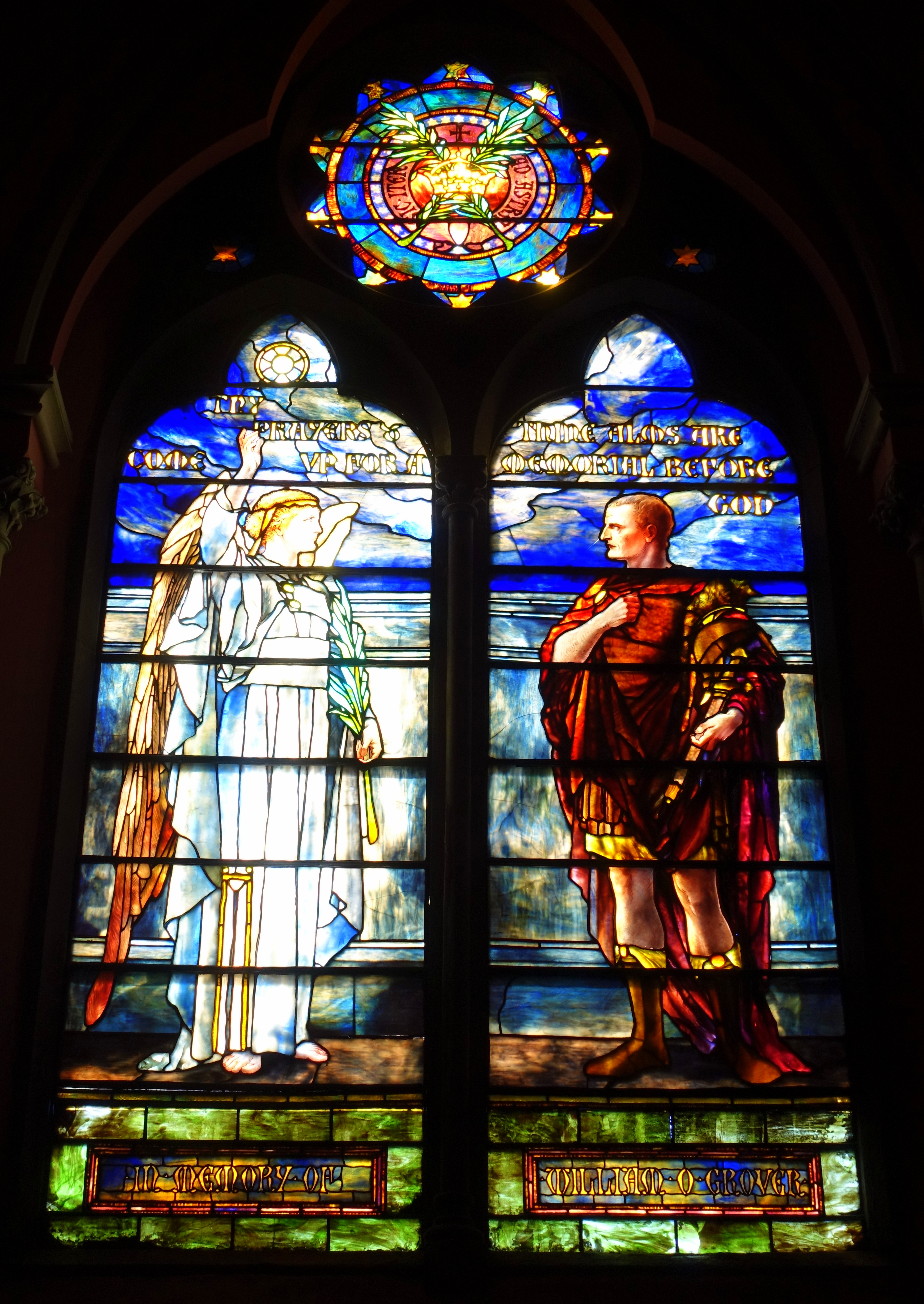
Eines der Bleiglasfenster der Kirche

Kurz nach der Ankunft von Clark beschloss die Kirchengemeinde, die Inneneinrichtung der Kirche zu renovieren, und übertrug ihm dafür die Verantwortung. Die Arbeiten wurden von 1894 bis 1896 vom Unternehmen Tiffany Glass & Decorating Company durchgeführt und im Wesentlichen aus gesammelten Spenden sowie persönlichen Stiftungen finanziert. So wurde der Kronleuchter von Joseph H. White gestiftet, und die Namen der Eltern der Ehefrau seines Bruders Jonathan H. White finden sich heute in den vier „Gospel-Writer“-Fenstern.
Trotz der Spendengelder überstiegen die Renovierungskosten das Budget der Kirche und führte zu einer hohen Verschuldung der Gemeinde, sodass im Jahr 1900 eine in den 1860er Jahren errichtete Kapelle der Kirche verkauft werden musste. Doch die finanziellen Probleme hielten an, da die Neugestaltung nicht zum erhofften Mitgliederzuwachs geführt hatten, und so reichte Clark, der dafür verantwortlich gemacht wurde, 1901 seinen Rücktritt ein.
Die Neugestaltung des Chorraums gab der Karriere von Louis Comfort Tiffany neuen Aufschwung, dessen Unternehmen nach der sehr erfolgreichen Präsentation auf der World’s Columbian Exposition vom steigenden Bedarf an prachtvollen Kirchendekorationen und Bleiglasfenstern profitierte. Der große Kronleuchter in der Vierung wird als „Großvater“ aller späteren Tiffanylampen angesehen, und die 42 von Tiffany gestalteten Fenster der Kirche zählen zu den ersten Arbeiten des Unternehmens, das daraufhin tausende weitere Aufträge erhielt. Das neue Aussehen der Kirche entsprach dem persönlichen Geschmack von Edward Clark und Louis Tiffany und betonte die zentralen Ideen des Ästhetizismus.
Die Renovierungsarbeiten zählen zu den größten Aufträgen, die Tiffany gewinnen konnte, und umfassten den gesamten Innenbereich der Kirche. Nahezu jedes dekorative Element und auch die Farbgebung wurden unter der Leitung von Jacob Adolph Holzer neu gestaltet; alle Arbeiten sind bis heute im Originalzustand erhalten. Im Rahmen der baulichen Veränderungen wurden unter anderem die neue sechseckige Kanzel und der Altar auf die Achse des Mittelgangs versetzt und um Details wie Handläufe ergänzt, die Orgel wurde an ihren heutigen Standort umgesetzt und dem Eingang an der Berkeley Street wurde ein Vestibül hinzugefügt. Der Eingang an der Newbury Street erhielt eine Sockeltäfelung, und hinter dem Altarraum wurde eine Sakristei eingerichtet. Die ursprünglich installierten Holzelemente aus Walnuss wurden durch im Wagenschott-Verfahren gesägte Eichenhölzer ersetzt.
Das an das Erscheinungsbild von Juwelen angelehnte Farbschema aus Rot, Blau, Grün und Gold verleiht der gesamten Inneneinrichtung eine einheitliche künstlerische Optik. Auf dem Boden wurde roter Teppich ausgelegt, die Wände wurden in einem erdigen Rot gestrichen und mit graugrünen Akzenten geschmückt, während die Decke in dunkelblauer Farbe gestrichen wurde und Detaillierungen in Gold aufweist. Die Apsis erhielt ihre brokatartige Trompe-l’œil-Optik aus Rot und Gold, und die die Apsis einrahmenden Bögen wurden so angemalt, dass sie das Aussehen von grünem Ophicalcit annahmen. Die Wand an der Vorderseite des Altarraums imitiert grünen Brokat.

## Sonstiges
Es wird vermutet, dass sich unter anderem Frederick Ayer von den Arbeiten überzeugen ließ, Tiffany als den Designer der Inneneinrichtung seines neuen Hauses Frederick Ayer Mansion auszuwählen, das – ebenso wie die Kirche – heute als National Historic Landmark eingetragen ist. Weitere Kirchendekorationen von Tiffany sind heute noch in der St. Michael’s Episcopal Church in Manhattan, der St. Paul’s Episcopal Church in Troy sowie in der Willard Memorial Chapel-Welch Memorial Hall in Auburn (New York) zu sehen.